# کانتری گاردن چین
کانتری گاردن چین (انگلیسی: Country Garden) شرکت خوشه‌ای چینی است، که در سال ۱۹۹۲ تأسیس شد.